# Obyvatelstvo Egypta

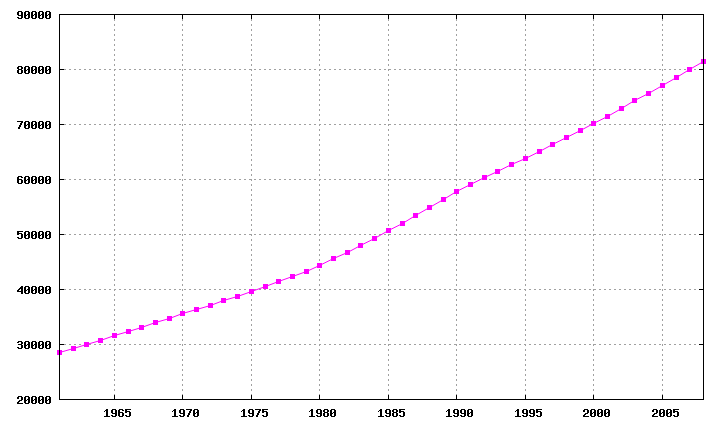
Demografický vývoj egyptské populace od roku 1961

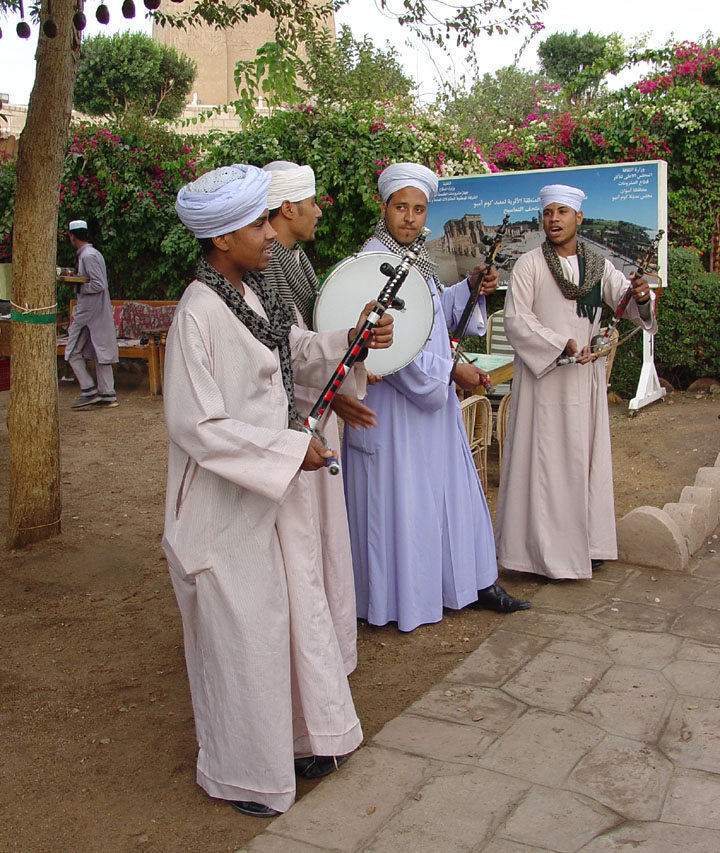
Egypťané

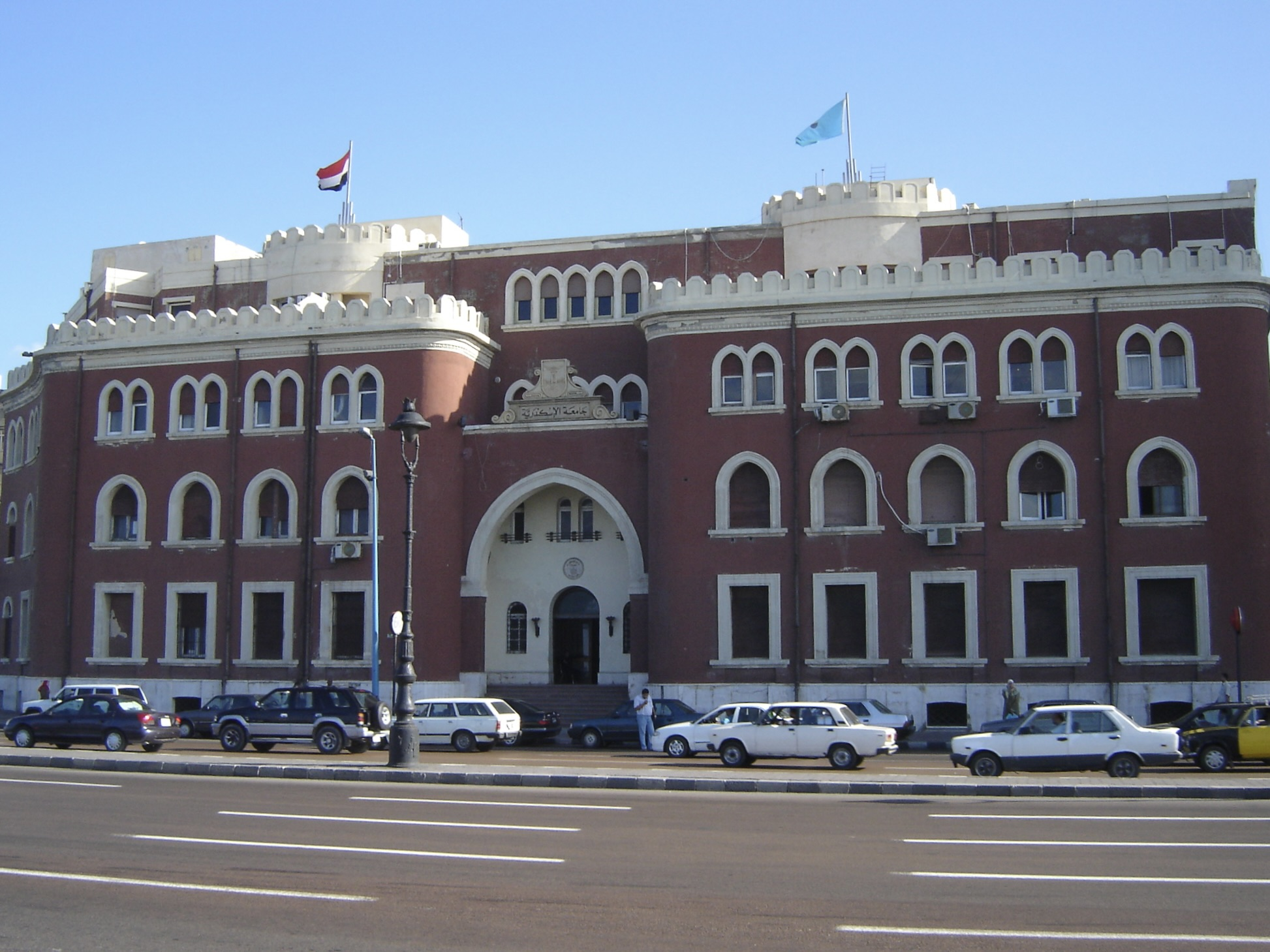
Alexandrijská univerzita

Graf egyptské populace v roce 2005

Egypt je nejlidnatější zemí Blízkého východu a třetí nejlidnatější na africkém kontinentě (po Nigérii a Etiopii). Většina ze 102 417 000 (v roce 2021) obyvatel žije podél řeky Nil, v nilské deltě a při Suezském průplavu. Tyto regiony patří mezi místa s nejvyšší hustotou obyvatel na světě. V průměru zde žije 1 540 obyvatel na km². Pouštní oblasti jsou jen zřídka obydlené. V těchto oblastech se města vyskytují v okolí oáz a historických obchodních tras. Vláda se snaží o umělé zavlažování těchto lokalit. Nicméně počet obyvatel žijících v poušti se neustále snižuje, neboť lidé se stěhují do měst, kde mohou nalézt zaměstnání a lepší životní úroveň. 

## Populace
V Egyptě žije přibližně 102 417 000 (2021) obyvatel. Podle statistik OECD a Světové banky vzrostla populace v Egyptě mezi lety 1990 až 2009 o 25,2 milionu (+43,6 %).
Podle mezinárodní organizace pro migraci žije přibližně 2,7 milionů Egypťanů v zahraničí. Tito lidé přispívají finančními prostředky do egyptské státní kasy. Přibližně 70 % egyptských migrantů žije v arabských zemích (923 600 v Saúdské Arábii, 332 600 v Libyi, 226 850 v Jordánsku, 190 550 v Kuvajtu a zbytek v ostatních státech tohoto regionu) a zbývajících 30 % žije převážně v Severní Americe (318 000 ve Spojených státech, 110 000 v Kanadě) a Evropě (90 000 v Itálii).
Drtivou většinu populace Egypta tvoří Egypťané (99,6 %), kteří jsou většinou rodilými mluvčími egyptké arabštiny. Podle The World Factbook je přibližně 91 % populace tvořeno muslimy a z 9 % křesťany (8 % Koptská pravoslavná církev, 1 % další křesťané). Mezi etnické menšiny patří beduíni (žijící na Sinajském poloostrově a v Arabské poušti), Berbeři (žijící v oáze Síwa) a Núbijci, kteří většinou žijí v jižním Egyptě v blízkosti Nilu. Další významnou menšinu tvoří Bedžové, Abadové a Domové. V zemi se rovněž za několik staletí vytvořila řada různých komunit – řecká, italská, syrská, židovská a arménská. Většina z nich však odešla nebo byla nucena odejít v důsledku politického vývoje v 50. letech 20. století. V zemi se stále vyskytuje přibližně 90 000 uprchlíků a žadatelů o azyl – jedná se především o Palestince a Súdánce.
| 1882  | 1897  | 1907   | 1917   | 1927   | 1937   | 1947   | 1960   | 1966   | 1976   | 1986   | 1996   | 2006   |
| ----- | ----- | ------ | ------ | ------ | ------ | ------ | ------ | ------ | ------ | ------ | ------ | ------ |
| 6,712 | 9,669 | 11,190 | 12,718 | 14,178 | 15,921 | 18,967 | 26,085 | 30,076 | 36,626 | 48,254 | 59,312 | 72,798 |

## Vzdělání
Gramotnost u egyptské dospělé populace je kolem 71 %, vzdělání je bezplatné i na univerzitách a povinné od šesti do patnácti let. Je zde dvacet tisíc základních a středních škol, které navštěvuje přibližně deset milionů žáků. Rovněž se zde nachází přes dvacet státních univerzit. Mezi nejznámější z nich patři Káhirská univerzita (navštěvuje ji 100 000 studentů), Alexandrijská univerzita a přes tisíc let stará univerzita al-Azhar, která je jednou z největších světových škol islámského vzdělání. 

## Demografická Statistika
Následující demografické statistiky jsou převzaty z CIA World Factbook.
Populace (2012) 82 285 000
Věková struktura (2010)
- 0-14 let: 33 % (muži: 13 308 407, ženy: 12 711 900)
- 15-64 let: 62,7 % (muži: 25 138 546, ženy: 24 342 230)
- 65 let a více: 4,3 % (muži: 1 546 774, ženy: 1 818 778)

Střední věk (2011)
- Celkově: 24,3
- Muži: 24
- ženy: 24,6

Populační přírůstek (2011) 1,96 %
Natalita (2010) je 
25,43 narozených/1 000 obyv.
Mortalita (2011) je 4,82 mrtvých/1 000 obyv.
Migrace (2011) -0,22 migrantů/1 000 obyv.
Dětská úmrtnost (2011) 25,2 mrtvých /1 000 narozených dětí
Naděje na dožití (2010)
- Celkově: 71,5 let
- Muži: 69,5 let
- Ženy: 74,8 let

Porodnost (2011) 2,97 dětí /ženu
Gramotnost (2005)
- Celkově: 71,4 %
- Muži: 83 %
- Ženy: 59,4 %

Etnické skupiny
Podle statistik World Factbook tvoří obyvatelstvo 99,6 % Egypťané a 0,4 % ostatní. Pojem „ostatní” zahrnuje lidi, kteří nejsou občany Egypta a přijeli do země za prací, jako diplomati, atd. 
Náboženské skupiny
- Muslimové: 90 % (většinou sunnité)
- Křesťané: 10 %
- Bahá'í: <0,003 % (méně než 2 000 věřících)
- Židé: méně než 200 věřících

Jazyky
- Arabština (rozšířena egyptská arabština)